# 3114 Ercilla
3114 Ercilla este un asteroid din centura principală, descoperit pe 19 martie 1980 de Carlos Torres.